# María Tupper
María Tupper Hunneus (Santiago, Chile, 9 de julio de 1893 - Ibidem, 4 de julio de 1965) fue una artista visual, pintora y gestora cultural chilena.

## Biografía
Fue hija de Fernando Tupper Prieto y de Sara Huneeus Gana. A través de su padre, desciende de la compositora Isidora Zegers Montenegro.
María Tupper ingresó a la Escuela de Bellas Artes cuando solo tenía 16 años. Fue alumna de Fernando Álvarez de Sotomayor y Juan Francisco González, de quien fue muy amigo. Participó de los grupos renovadores de la cultura chilena de principios del siglo XX. Tupper fue alumna del artista ruso Boris Grigoriev, en la Escuela de Bellas Artes el año 1928, quien fue una influencia para su desarrollo como artista, llegando también a una relación de amistad la que se perpetuó incluso después de que este dejara Chile en 1929. Por muchos años mantuvo correspondencia con Grigoriev y el círculo de intelectuales rusos, a los cuales representó en Chile promoviendo sus ideas filosóficas, de las artes escénicas y de la historia y literatura moderna.
Entre sus amistades también se destacan numerosos intelectuales de la época, tales como Gabriela Mistral, Marta Brunet, Vicente Huidobro, Pablo Neruda, Alone (Hernán Díaz Arrieta), quienes se reunían en tertulias que la pintora organizaba en su casa-taller de la calle Rosas de Santiago. La artista facilitó ese mismo lugar, para el inicio del proyecto del mural que el pintor mexicano David Alfaro Siqueiros realizó en Chillán en 1941 .Fue una activa colaboradora del círculo esotérico de las hermanas Carmen y Ximena Morla (en el Grupo 7) a principios del siglo XX, destacando su participación como médium y conocida por el nombre astral de Cirineo.
María Tupper se desempeñó como profesora en la Escuela de Bellas Artes y en la Escuela de Artes Aplicadas. La artista se destacó por su capacidad de trabajo y disciplina sobre acuarelas, óleos sobre telas y cartones, resaltando su dibujo correcto y expresivo, más el uso de colores cálidos y limpios. Su espíritu inquieto le permitió indagar en soluciones plásticas que confluyeron en la creación de un estilo propio.
Contrajo matrimonio con Fernando Aguirre Errázuriz, entre sus hijos se cuenta a la escritora Isidora Aguirre. Falleció el 4 de julio de 1965.

## Obra

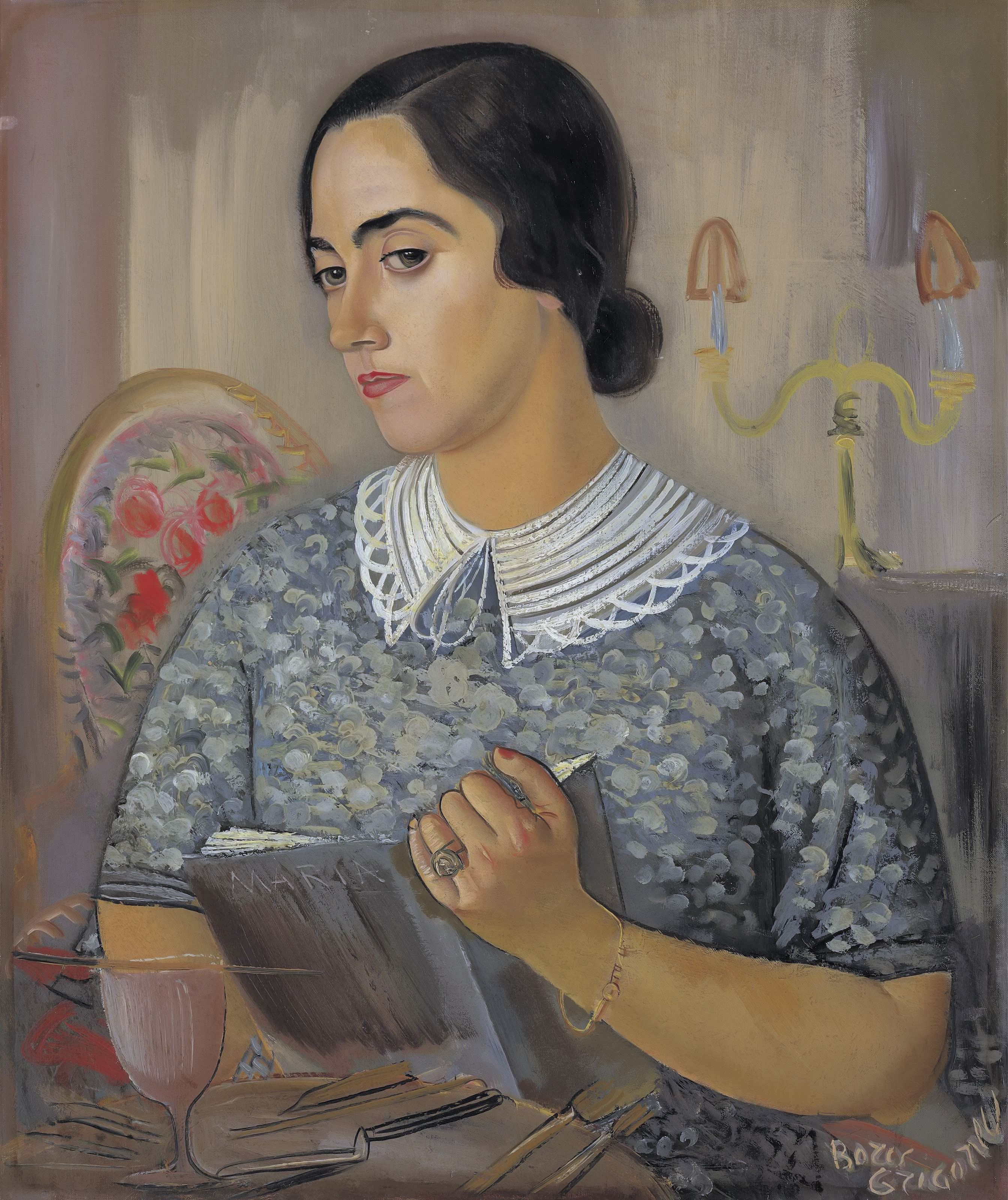
Retrato de María Tupper, realizado por Boris Grigoriev, en 1934. Óleo sobre lienzo. 66 x 53.8 cm.

Su obra pictórica se enfocó principalmente en el género del retrato, aunque también incursionó en el paisaje y en la naturaleza muerta. Destaca su dedicación al trabajo en su taller, espacio que le permitió una reconocida rigurosidad y constancia que aplicó en su obra. Asimismo, su trabajo con el dibujo se caracterizó por ser virtuoso y correcto, como también espontáneo y suave. Aunque en sus búsquedas artísticas experimentó con distintos estilos, tendencias y referentes pictóricos de Chile y Europa, Tupper logró desarrollar un marcado estilo personal, conjugando la destreza del dibujo y la espontaneidad del trazo pictórico, la sencillez en la representación de lo ornamental y el uso de tonos cálidos La pintora realizó diferentes tipos de representación, entre ellas, retratos, rostros, escenas cotidianas de la gente de pueblo, bodegones, paisajes, composiciones con aves de corral y flores. También incursionó en la escultura y la creación de títeres para obras infantiles.
No obstante, fue a través del género del retrato donde realizó un significativo corpus de obra y donde explayó su desarrollo plástico y expresivo más elocuente, consiguiendo “traducir en gestos precisos, todas las emociones contenidas por los individuos de sus cuadros”. Entre las personas retratadas destacan mujeres de su familia, amigas, campesinas. Al respecto Camilo Mori señala: “realizados no con la euforia superficial y frívola de quien domina un oficio, sino con ese fervor, con ese recogimiento que trasciende más allá de la plástica pura y que se traduce en el rasgo preciso, respetuoso y expresivo de su rostro, en la línea curva de un párpado, en las sinuosidades de una boca, trasunto, en fin, de la vida interior y afectiva del modelo y a la vez del artista”.
Este espacio de representación femenina transitó en paralelo con otros campos como los autorretratos y desnudos femeninos, los cuales fueron compartidos por artistas de la misma generación como: Inés Puyó, Henriette Petit y María Aranís. Estos espacios hoy son reconocibles al ser “un corpus de representación procedente de una generación de mujeres que optaron por la exploración de la corporalidad, del espacio psíquico y simbólico de sus compañeras ”, como señala la historiadora del arte Gloria Cortés, rasgos presentes a lo largo de la vida y obra de María Tupper.

## Premios y distinciones
- 1928: Tercera Medalla en Pintura, Salón Oficial, Santiago.
- 1934: Premio Certamen Edwards, Salón Oficial de Santiago.
- 1934: Tercer Premio de Pintura, Primer Premio en Acuarela, mención honrosa en Artes Gráficas, Salón de Verano de Viña del Mar, Chile.
- 1935: Segundo Premio en Pintura en el III Salón de Verano de Viña del Mar, Chile.
- 1935: Segunda Medalla en Pintura Salón Oficial de Santiago.
- 1936: Tercera Medalla en Pintura en la Exposición Nacional de Artes Plásticas del IV Centenario de Valparaíso, Chile.
- 1936: Primer Premio de Pintura ex aequo, IV Salón de Verano de Viña del Mar, Chile.
- 1938: Premio A del Certamen Edwards, Salón Oficial, Santiago.
- 1938: Premio Segunda Categoría del Salón Oficial, Santiago.

## Colecciones
- Museo Nacional de Bellas Artes.
- Museo de Arte Contemporáneo de la Universidad de Chile.

## Exposiciones Individuales
- 1938: María Tupper, Sala del Banco de Chile, Santiago, Chile.
- 1949: María Tupper, Sala del Pacífico, Santiago, Chile.
- 1953: María Tupper, Sala del Instituto Chileno-Norteamericano de Cultura, Santiago, Chile.
- 1956: María Tupper, Sala Banco de Chile, Santiago, Chile.
- 1966: María Tupper, Sala de Exposiciones Universidad de Chile, Santiago, Chile.
- 2014 - 2015: María Tupper. Realismo mágico, Casa Museo Santa Rosa de Las Condes, Santiago, Chile.

## Exposiciones Colectivas
- 1928: Salón Oficial, Santiago.
- 1936: IV Salón de Verano de Viña el Mar, Chile.
- 1940: Exposición de Arte Chileno, Buenos Aires, Argentina.
- 1942: Chilean Contemporary Art Exhibition, Toledo Museum of Art, Estados Unidos.
- 1943: Salón Nacional de la Sociedad Nacional de Bellas Artes, Santiago.
- 1947: Salón Oficial, Santiago.
- 1948: Salón Nacional de la Sociedad Nacional de Bellas Artes, Santiago.
- 1949: Salón Nacional de la Sociedad Nacional de Bellas Artes, Santiago.
- 1951: Salón Oficial, Santiago.
- 1959: Salón de Verano de Viña del Mar, Chile.
- 1963: Salón Oficial, Santiago.
- 1971: La Figura Humana, Dibujos Originales, Instituto Chileno-Norteamericano, Santiago.
- 1972: Las Flores y las Frutas en la Pintura Chilena, Instituto Cultural de Las Condes, Santiago.
- 1975: La Mujer en el Arte: Exposición Pintura Escultura Dibujo Grabado. Museo Nacional de Bellas Artes, Santiago.
- 1975: Grupo Montparnasse 50 Años, Sala de la Asociación de Ahorro y Préstamo Bernardo O'Higgins, Santiago.
- 1981: Rescate de Pintura Chilena, Instituto Cultural de Providencia, Santiago.
- 1987: Panorama de la Pintura Chilena desde los Precursores hasta Montparnasse, Instituto Cultural de las Condes, Santiago.
- 1988: Tres Siglos de Dibujo en Chile, Colección Germán Vergara Donoso del Museo Histórico Nacional, Instituto Cultural de Las Condes, Santiago, Chile.
- 1991: Mujeres en el Arte, Museo Nacional de Bellas Artes, Santiago.
- 1995: Retratos en la Pintura Chilena, Instituto Cultural de Providencia, Santiago.
- 2000: Chile Cien Años Artes Visuales: Primer Período (1900 - 1950) Modelo y Representación, Museo Nacional de Bellas Artes, Santiago.
- 2006: Breve antología del retrato en la pintura chilena, Museo Nacional de Bellas Artes, Santiago, Chile.
- 2006: Los géneros en la pintura, Sala de Arte Mall Plaza Vespucio, Museo sin muros, Museo Nacional de Bellas Artes, Santiago, Chile.
- 2010: Centenario, Museo Nacional de Bellas Artes, Santiago, Chile.
- 2015 - 2016: Colección MAC: una suma de actualidades,[6] Museo de Arte Contemporáneo, Santiago, Chile.
- 2017: Desacatos. Prácticas artísticas femeninas 1835-1938,[7] Museo Nacional de Bellas Artes, Santiago, Chile.